# 萧遥昌
丰城宪公萧遥昌（470年代—498年），字季晖，南朝齐始安靖王萧凤第三子。
萧遥昌早年曾出任秘书郎、太孙舍人、给事中、秘书丞。延兴元年（494年），萧鸾把持朝政，任命萧遥欣为持节、督郢、司二州军事、宁朔将军、郢州刺史。建武元年（494年），齐明帝萧鸾篡位，封萧遥昌为丰城县公，食邑一千五百户，进号冠军将军，改任督豫州、司州之汝南、郢州之西阳二郡军事、征虏将军、豫州刺史，持节如故，以裴邃為主簿。
永泰元年（498年），萧遥昌去世，追赠车骑将军、仪同三司，谥宪公。齐明帝萧鸾对待萧遥昌兄弟如亲子，对萧遥昌之死感到非常痛惜。